# Golem Sesselrad
Das Golem Sesselrad gilt als einer der ersten Motorroller; er wurde in Zusammenarbeit der Zschopauer Motorenwerke J. S. Rasmussen und Eichler & Co. in Berlin hergestellt.

## Geschichte und Technik
Konstrukteur des Golems war Ernst Eichler. In der Mitte eines Einrohrrahmens war der von Hugo Ruppe entwickelte luftgekühlte 118-cm³-Zweitaktmotor liegend eingebaut und trieb über eine Kette das 14-Zoll-Hinterrad an. Das gleich große Vorderrad wurde über eine geschobene Kurzschwinge mit Hilfsgabel gefedert. Hersteller des Rahmens war Eichler, der auch den Alleinvertrieb des Fahrzeugs hatte.

„Mit den kleinen Rädern und dem durchaus komfortablen Sitz war er eine Ausnahmeerscheinung auf dem Zweiradmarkt.“

In der Werbung wurde der Golem „als für alle Berufe das beste Motorrad“ angepriesen, was das Bild eines Fahrers mit Mantel und Hut, die linke Hand am Lenker und in der rechten eine Zigarre, betonen sollte. Darunter standen die Schlagworte: „Bequem“, „Leichtes Gewicht“, „Gefahrlos“, „Sturz ausgeschlossen“. Herausgestellt wurden ferner „geringster Benzinverbrauch: 1 Liter – 60 Kilometer“.
Bemerkenswert ist ein oben auf dem Rahmen angebrachter Tragegriff, der das Abstellen der leichten Konstruktion zum Beispiel in einem Keller erleichtern sollte.
Bereits nach einem Jahr Bauzeit wurde der Golem zugunsten des Lomos Sesselrads eingestellt; etwa 500 Stück waren gebaut worden. Die als unglücklich empfundene Benennung nach dem Golem, einem menschenähnlichen seelenlosen Wesen aus der jüdischen Mystik, soll dazu beigetragen haben.